# Benahavís
Benahavís ist eine Gemeinde in der Provinz Málaga (Spanien).

## Geschichte und Namensherkunft
Die Etymologie des Ortsnamens steht zur Diskussion, einig ist man sich im ersten Bestandteil des Namens der von ibn bzw. dem Plural banū ('Sohn', 'Stamm') rührt. Der zweite Namensbestandteil wird unterschiedlich aufgelöst: Abis, Ḥabīb oder Ḥabīš. 1485 eroberten die Katholischen Könige im Laufe der Reconquista Marbella und die in dessen Umkreis liegenden Dörfer, zu denen auch Benahavís gehört. 1492 wird es dem Grafen von Cifuentes übergeben. 1572 erklärte Philipp II. Benahavís als von Marbella unabhängig. Benahavís ist während des spanischen Unabhängigkeitskrieges gegen die Franzosen Schauplatz mehrerer Kämpfe.

## Tourismus
Obwohl Benahavís im Gegensatz zu anderen Dörfern sich den ursprünglichen Charme eines „weißen Dorfes“ erhalten konnte, wurde es durch die räumliche Nähe zur Costa del Sol und zu Orten wie Marbella stark vom Tourismus geprägt. Heute ist Benahavís vor allem für seine vielen Restaurants berühmt: es ist die Gemeinde mit der höchsten Anzahl von Restaurants pro Kopf.
Wie viele Dörfer der Costa del Sol, die einst von der Emigration geprägt waren, weist Benahavís mittlerweile eine höhere Immigrations- denn Emigrationsrate auf.